# WrestleMania 34
WrestleMania 34 a fost cea de-a treizecișipatra ediție a pay-per-view-ului WrestleMania organizat de WWE. A avut loc pe data de 8 aprilie 2018 în arena Mercedes-Benz Superdome din New Orleans, Louisiana.
În cadrul evenimentului principal, Brock Lesnar a păstrat Campionatul Universal împotriva lui Roman Reigns. Într-un alt meci principal, AJ Styles a reținut Campionatul WWE împotriva lui Shinsuke Nakamura. Alte evenimente văzute au fost debutul în WWE a luptătoarei de arte marțiale mixte Ronda Rousey, iar revenirea în ring a lui Daniel Bryan după aproape trei ani de absență. Ronda Rousey a luptat alături de Kurt Angle învingându-i pe Triple H și Stephanie McMahon, în timp ce Daniel Bryan a fost partenerul lui Shane McMahon pentru a-îi învinge pe Kevin Owens și Sami Zayn. De asemenea, The Undertaker, despre care se presupune că sa retras, la învins pe John Cena într-un meci care inițial nu era programat.

## Rezultate

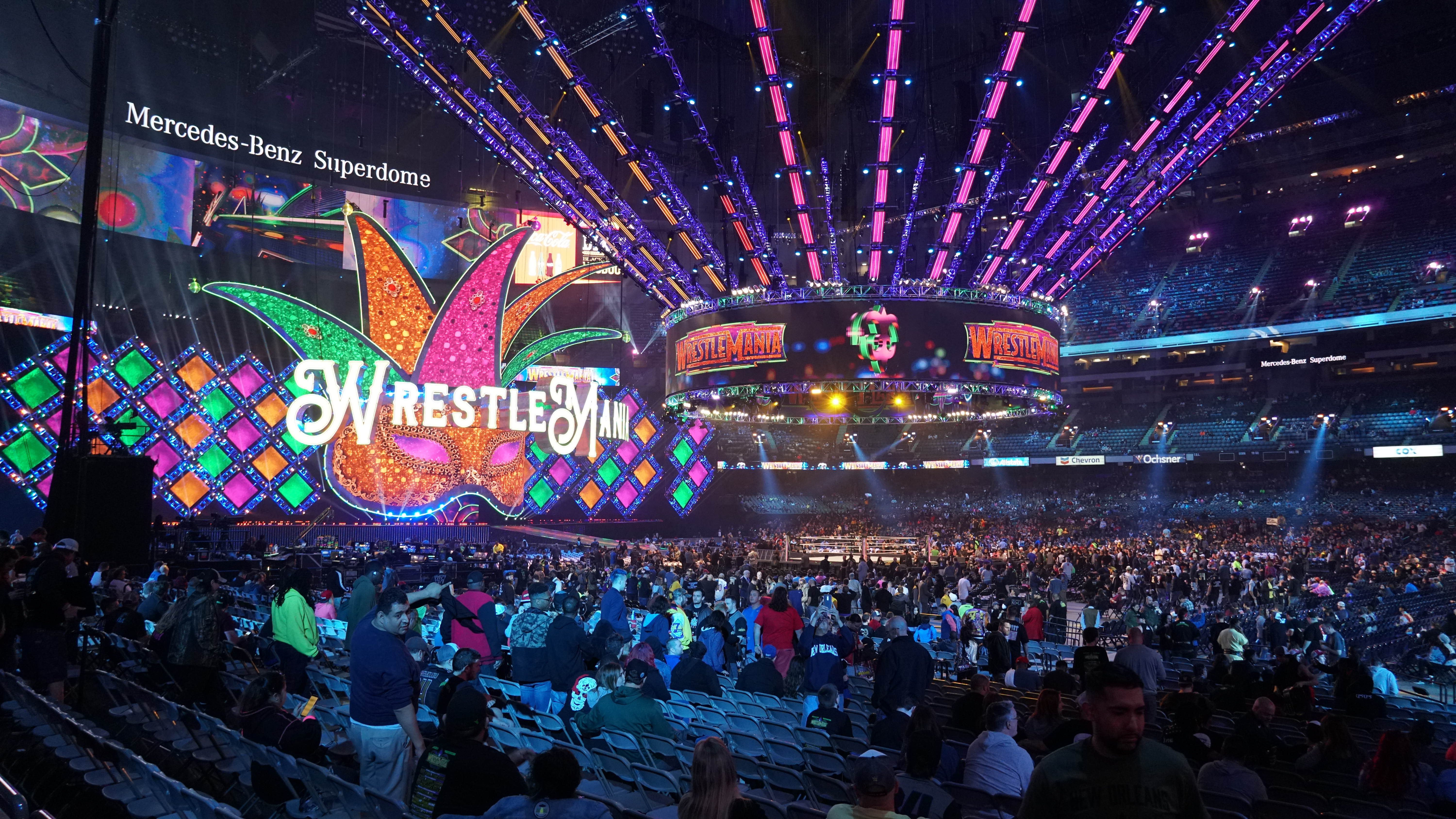
WrestleMania 34

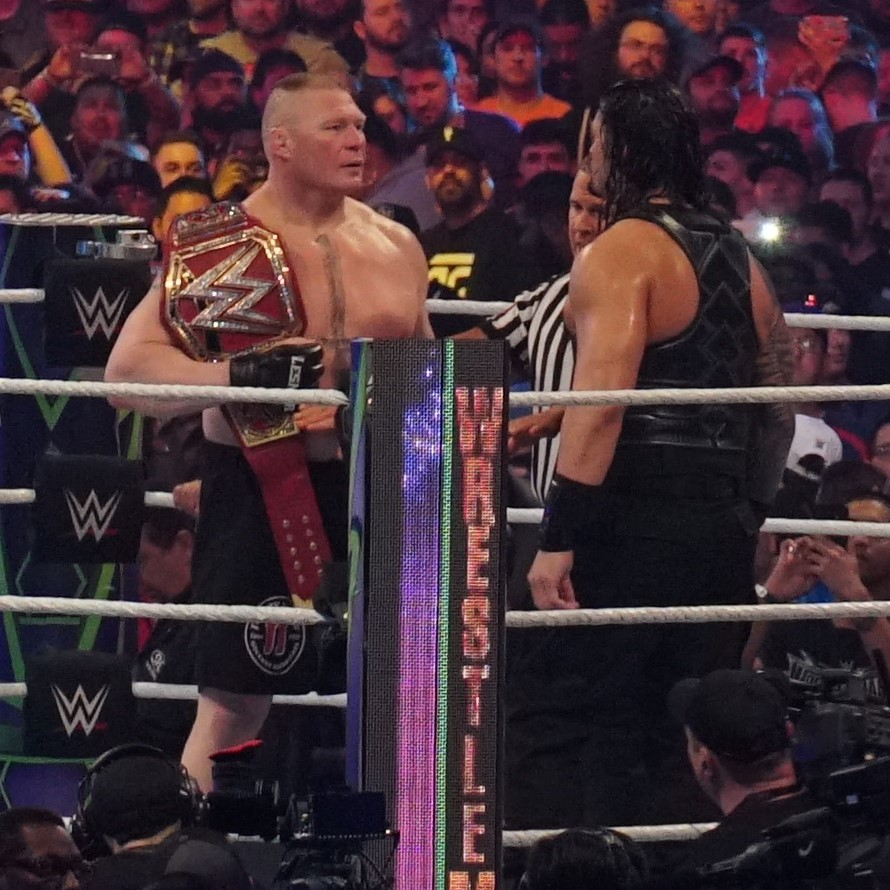
Evenimentul principal de la WrestleMania, Reigns împotriva lui Lesnar

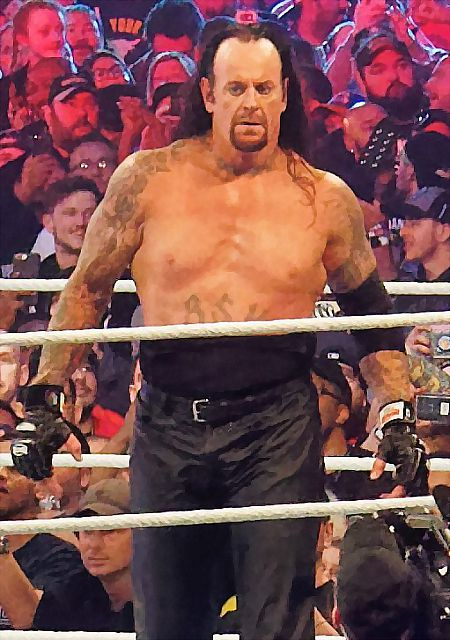
Undertaker la ultimul său WrestleMania

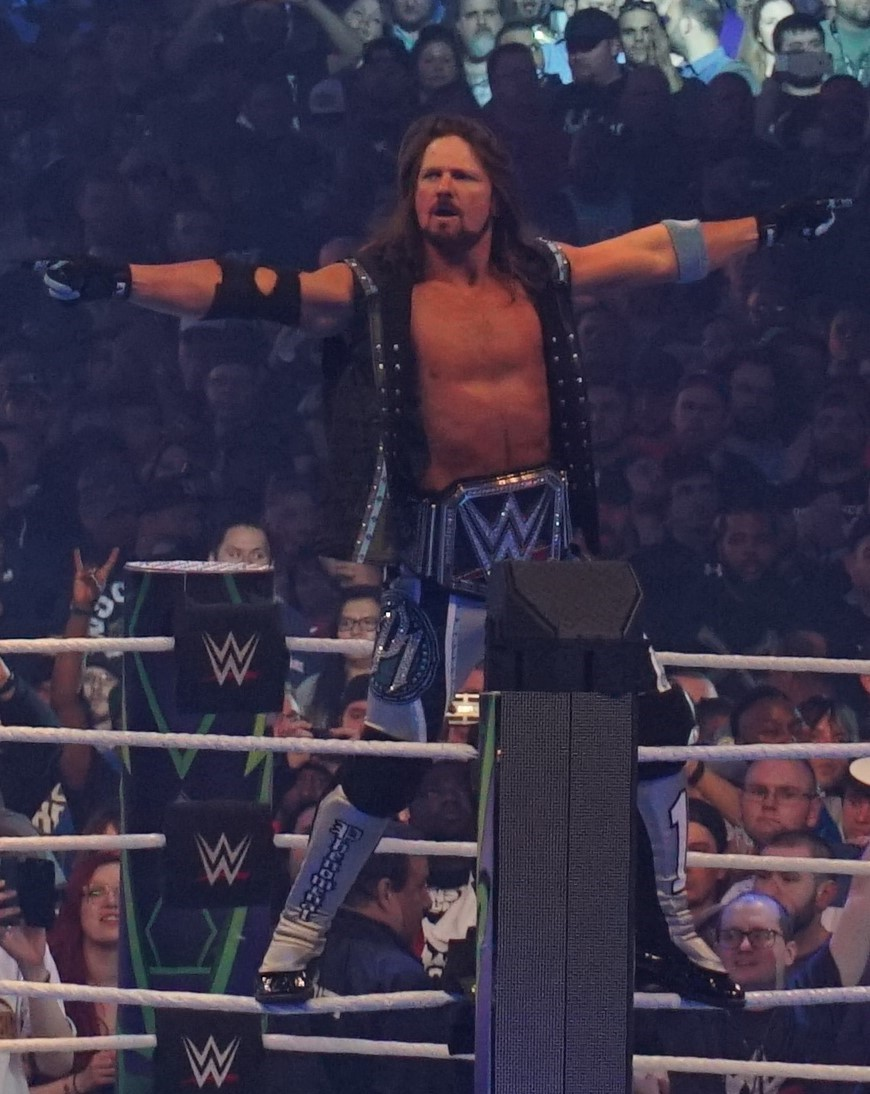
Styles ca campion WWE la WrestleMania 34

- Pre-show: Matt Hardy a câștigat un 30-man battle royal câștigând trofeul în memoria lui Andre The Giant (15:45)
  - Hardy l-a eliminat pe Baron Corbin câștigând lupta.

- Pre-show: Cedric Alexander l-a învins pe Mustafa Ali, devenind noul deținător al centurii WWE Cruiserweight Championship (12:20)
  - Alexander l-a numărat pe Ali după un «Lumbar Check».
  - Aceasta a fost finala unui turneu pentru centura vacantă, după ce fostul campion, Enzo Amore, a fost concediat.

- Pre-show: Naomi a câștigat trofeul WrestleMania Women's Battle Royal (9:50)
  - Naomi a eliminat-o pe Bayley, câștigând lupta.

- Seth Rollins i-a învins pe The Miz (c) și Finn Balor, devenind noul deținător al centurii WWE Intercontinental Championship (15:30)
  - Rollins l-a numărat pe Miz după un «Curb Stomp».

- Charlotte Flair (c) a învins-o pe Asuka, păstrându-și centura WWE SmackDown Women's Championship (13:05)
  - Flair a făcut-o pe Asuka să cedeze prin aplicarea unui «Figure-Eight Leglock».

- Jinder Mahal i-a învins pe Randy Orton (c), Bobby Roode și Rusev într-un Fatal 4-way match, devenind noul deținător al centurii WWE United States Championship (8:15)
  - Mahal l-a numărat pe Rusev după un «Khallas».

- Kurt Angle și Ronda Rousey i-au învins pe Triple H & Stephanie McMahon într-un Mixed tag team match (20:40)
  - Rousey a făcut-o pe McMahon să cedeze prin aplicarea unui «Armbar».

- The Bludgeon Brothers (Harper și Rowan) i-au învins pe The Usos (c) & The New Day, devenind noii deținători a centurilor WWE SmackDown Tag Team Championship (5:50)
  - Harper l-a numărat pe Kingston după un «Double Sit-Out Powerbomb» de pe a treia coardă.

- The Undertaker l-a învins pe John Cena (2:45)
  - Undertaker l-a numărat pe Cena după un «Tombstone Piledriver».

- Daniel Bryan și Shane McMahon i-au învins pe Kevin Owens și Sami Zayn (15:25)
  - Bryan l-a făcut pe Zayn să cedeze prin aplicarea unui «Yes! Lock».
  - Cu acest rezultat, Owens și Zayn au fost concediați din SmackDown.
  - Aceasta a fost revenirea în ring a lui Bryan după trei ani.

- Nia Jax a învins-o pe Alexa Bliss (c), câștigând centura WWE Raw Women's Championship (10:15)
  - Jax a numărat-o pe Bliss după un «Samoan Drop» de pe a treia coardă

- AJ Styles (c) l-a învins pe Shinsuke Nakamura, păstrându-și centura WWE Championship (20:20)
  - Styles l-a numărat pe Nakamura după un «Styles Clash».
  - După meci, Nakamura l-a atacat pe Styles, devenind heel.

- Braun Strowman și Nicholas i-au învins pe Cesaro și Sheamus (c), devenind noii deținători a centurilor WWE Raw Tag Team Championship (4:00)
  - Strowman l-a numărat pe Cesaro după un «Running Powerslam».
  - Nicholas este un copil de 10 ani din public, ales de către Strowman ca partener.

- Brock Lesnar l-a învins pe Roman Reigns, păstrându-și centura WWE Universal Championship (15:55)
  - Lesnar l-a numărat pe Reigns după un «F-5».